# Velîki Nîzhirți, Berdîciv
Velîki Nîzhirți (în ucraineană Великі Низгірці) este localitatea de reședință a comunei Velîki Nîzhirți din raionul Berdîciv, regiunea Jîtomîr, Ucraina.

## Demografie
Componența lingvistică a localității Velîki Nîzhirți
     Ucraineană (97,38%)
     Rusă (1,48%)
     Alte limbi (0,57%)
Conform recensământului din 2001, majoritatea populației localității Velîki Nîzhirți era vorbitoare de ucraineană (97,38%), existând în minoritate și vorbitori de rusă (1,48%).